# Bargeres
Bargeres is een woonwijk ten zuidwesten van het centrum van Emmen in de provincie Drenthe (Nederland).
De naam valt te herleiden naar de dorpen Noordbarge en Zuidbarge die aan het huidige Bargeres grenzen. Op de plaats waar nu de wijk ligt lag vroeger de es van deze beide dorpen.
De wijk werd gebouwd in de jaren 1970 en '80 en kent verscheidene straten die eindigen op -brink. Er zijn in het totaal tweeëntwintig straten met die naam. Allen beginnen met een plaatsnaam van plaatsen en dorpen in Drenthe. De doorgaande weg die door Bargeres loopt, heet Brinkenweg en verbindt alle straten met elkaar.

## Ruimtelijke indeling
De wijk wordt in twee delen gescheiden door het Oranjekanaal. Ook het wijkwinkelcentrum is hierdoor opgedeeld en daardoor gevestigd aan zowel de Balingerbrink als aan de Alerderbrink.

## Voorzieningen
In Bargeres werd op 29 oktober 2005 officieel het multifunctionele sportveld "De Kuil" geopend, speciaal voor de jeugd. Tot 2005 lag er een voetbalveld in een verdieping, vandaar de naam "De Kuil". Omdat dit bij een zware regenbui overstroomde, werd dit veld opgehoogd.
Het wijkcentrum van Bargeres heet stichting 't Brinkenhoes en bestaat sinds 1981. Tegenover het Brinkenhoes werd het AHOED-gebouw gebouwd, wat betekent: Apotheek en Huisartsen Onder Eén Dak, dat ook wel in het Drents 'Doktershoes' wordt genoemd. Boven de apotheek en de huisartsen bevinden zich op twee lagen zowel koop- als huurwoningen. Eind 2009 werd dit gebouw opgeleverd. De huisartsen en apotheek hebben pas medio 2011 hun intrek genomen in dit pand, terwijl de boven gelegen appartementen toen al bewoond waren. Daarna vestigden zich ook een thuiszorgorganisatie en een pedicure in dit gebouw, dat Oranjerie wordt genoemd.
De woonwijk Bargeres had van 1975 tot 3 april 2011 een eigen NS-station: Emmen Bargeres. Begin april 2011 werd dit station verplaatst naar de in aanbouw zijnde woonwijk Delftlanden: Emmen Zuid, waarna station Bargeres werd gesloten. Medio mei 2011 is station Bargeres gesloopt.
De wijk heeft een eigen sportpark, Sportpark Brinkendal, gevestigd aan de Brinkenhalte. Hier heeft ook voetbalvereniging VV Bargeres haar thuisbasis.
Voor ouderen heeft Bargeres twee centra: het eerste is Woonzorgcentrum Holtingerhof (onderdeel van Leveste Care), aan de Holtingerbrink, dat in 1976 werd gebouwd en eerst de naam De Bargeres kreeg. Dit was een rooms-katholieke stichting voor bejaardenzorg. Daarnaast is er sinds juni 1978 een centrum voor geriatrische zorg, genaamd De Bleerinck dat aan de Spehornerbrink gevestigd is. Dit verpleeghuis is onderdeel van Zorggroep Tangenborgh.

## Renovatie
In 2009 werden de fietspaden langs en in de buurt van het Oranjekanaal in Bargeres vernieuwd en werden de dijken aangepakt. Ook werden er een aantal nieuwe bruggen aangelegd.
In 2013 werd het gedeelte van het winkelcentrum aan de Alerderbrink gerenoveerd en werden er extra parkeerplaatsen aangelegd. Daarnaast kregen de daar gevestigde winkelpanden een opknapbeurt. Van 2014 tot eind 2015 werd het gedeelte aan de Balingerbrink vernieuwd, waarbij ook een bredere brug over het Oranjekanaal werd aangelegd die beide centrumdelen met elkaar verbindt.

## Uitbreiding
Sinds 2010 behoort ook het bedrijventerrein Waanderveld, tegenover de woonwijk Delftlanden, bij Bargeres. Hier bevinden zich verscheidene kunstzinnige bedrijven, waarvan een aantal zich samen het KunstKwartier noemen. Ook zijn het voormalige fabrieksgebouw van Ericsson Telecommunicatie BV.

## Kunstwerk Ontmoeting op het water
Op 27 september 2014 werd het kunstwerk "Ontmoeting op het water" van de kunstenaar Willem Kind onthuld op het Oranjekanaal in Bargeres. Daaraan voorafgaand waren er van 17 mei tot en met 27 september 2014 kunstexposities en festiviteiten in Bargeres.